# Kenongo (Sedan)
Kenongo is een bestuurslaag in het regentschap Rembang van de provincie Midden-Java, Indonesië. Kenongo telt 1561 inwoners (volkstelling 2010).